# او-۳۷۴
او-۳۷۴ (به آلمانی: U 374) یک او-بوت اقیانوس‌پیمای کریگس‌مارینه از نوع ۷سی بود. این او-بوت که در بین سال‌های ۱۹۳۹ تا ۱۹۴۱ ساخته شد، در جریان جنگ جهانی دوم سه مأموریت گشت‌زنی رزمی مجموعاً به مدت ۷۹ روز در دریای مدیترانه و اقیانوس اطلس به انجام رساند و یک کشتی تجاری و دو کشتی جنگی کمکی متفقین را غرق کرد.

## ساخت
او-۳۷۴ توسط هوالتس‌ورکه در کیل ساخته شد. این او-بوت روز ۱۰ مه سال ۱۹۴۱ به انداخته شد و روز ۲۱ ژوئن همان سال به فرماندهی ناوبان یکم اونو فون فیشل وارد خدمت در کریگس‌مارینه گشت.

## تاریخچه عملیاتی

### گشت نخست
او-۳۷۴ اواخر ماه سپتامبر سال ۱۹۴۱ با ماموریت گذر از تنگه جبل‌الطارق و ورود به دریای مدیترانه، راهی نخستین گشت رزمی خود شد. این او-بوت می‌بایست خود را به بندر لا اسپتزیا در ایتالیا می‌رساند. او-بوت ۴۴ روز را در اقیانوس اطلس سپری کرد. در این مدت تنها توانست روز ۳۱ اکتبر رز شیافینو، کشتی تجاری ۳۳۴۹ تنی بریتانیایی را غرق کند. تمامی ۴۱ خدمه این شناور بریتانیایی حامل سنگ آهن، در این حادثه جان باختند.
او-۳۷۴ هنوز ۸۰۰ کیلومتر با جبل‌الطارق فاصله داشت که گزارش از فعالیت زیاد شناورها و هواگردهای گشتی دشمن در اطراف این تنگه دریافت کرد. او-بوت شب ۱۰/۱۱ نوامبر به آب‌های غربی مجاور تنگه رسید. به عمق پریسکوپ رفت تا با احتیاط از تنگه گذر کند. میانه شب به سطح آب بازگشت و به ساحل مراکش نزدیک شد. نبود مهتاب و بارش باران پوششی مناسبی برای او-بوت بود. برای اطمینان بیشتر فرمانده سرعت او-بوت را کاهش داد تا صدای کمتری ایجاد کند. او-۳۷۴ گزارش از غرق کردن دو شناور محافظ در درگیری با چند کشتی دشمن داد. در این شب بسیار تاریک امکان شناسایی شناورهای غرق شده وجود نداشت. گمانه‌زنی‌های تایید نشده حاکی از آن است که یکی از آن‌ها لیدی شرلی، کشتی ضد زیردریایی بریتانیایی بوده است که مدتی پیش او-۱۱۱ را غرق کرده و خود همان روز ۱۱ نوامبر مفقود شده بود.
پس از گذر از تنگه، فرمانده او-بوت را به سطح آورد و دستور به پیشروی با تمام سرعت داد. با این حال افسر مهندس ستوان لئونارت گزارش از از کار افتادن یکی از موتورها در درگیرهای شب گذشته کرد. این آسیب‌دیدگی در دریا قابل تعمیر نبود. این مسئله با توجه به این که کشتی‌های جنگی دشمن به شدت به دنبال آن بودند، برای فون فیشل بسیار نگران کننده بود. به هر صورت او-بوت با طی مسیر با سرعت کم ۹ گره در نهایت روز ۱۴ دسامبر خود را به لا اسپتزیا رساند.

### گشت دوم
پس از تعمیر، سوخت‌گیری مجدد و استراحت خدمه، او-۳۷۴ روز ۱۸ دسامبر سال ۱۹۴۱ لا اسپتزیا را ترک کرد و به سمت آب‌های شمال آفریقا در جانب جنوب رفت. ماموریت آن الحاق به گروهی از ۶ او-بوت دیگر بود که پیش از آن به کاروان‌های تدارکاتی بریتانیایی بین اسکندریه و طبرق در محاصره حمله می‌کردند. او-۳۷۴ روز ۲۲ دسامبر به ساحل لیبی رسید. تا این زمان بریتانیایی‌ها با عملیات کروسِیدِر محاصره طبرق را شکسته بودند. او-۳۷۴ آب‌های نزدیکی مرسی مطروح را به دنبال کاروان‌های دشمن بالا و پایین کرد اما برای چندین روز به نتیجه‌ای نرسید و حتی یک کشتی هم مشاهده نشد. بالاخره اندکی پیش از ظهر روز ۸ ژانویه سال ۱۹۴۲ درحالی‌که او-۳۷۴ در ۵۰ کیلومتری غرب مرسی مطروح به سمت شرق می‌رفت، دیده‌بان گزارش از مشاهده چند دود در افق غربی داد. این کاروان کوچکی از کشتی‌های تجاری بریتانیایی بود که با حفاظت ناوشکن‌ها پس از تخلیه محموله خود در بنغازی به مسری مطروح بازمی‌گشت. سه ناوشکن بین آن‌ها شناسایی شد. با نزدیک شدن کاروان، او-۳۷۴ به عمق پریسکوپ رفت تا موضع حمله گرفت. در این حین یک هواگرد در بالای سر دیده شد اما فون فیشل تصمیم گرفت با وجود خطر لو رفتن موقعیت او-بوت، به حمله ادامه دهد. به هر صورت اچ‌ام‌اس لیجن، یکی از ناوشکن‌های محافظ کاروان با دستگاه ردیابی صوتی خود وجود او-۳۷۴ را شناسایی کرد. لیجن در کنار ایزاک سویرس، ناوشکن هلندی همراه خود پیش روی کاوران، به سمت او-بوت یورش برد. فون فیشل این بار در مواجهه با تهدید جدید، با زاویه زیادی شیرجه زد و تا حداکثر ممکن به عمق آب رفت. با وجود این که او-بوت احتمالا در نزدیکی کف دریا بود، باز هم ردیاب‌های دشمن آن را یافتند و در عرض تنها دو ساعت ۴۳ خرج عمقی از دو ناوشکن به سمت آن پرتاب شد. انفجار خرج‌های عمقی در نزدیکی او-۳۷۴ خسارت قابل توجهی به آن زد. انفجارها باعث گیر کردن اژدرافکن‌های جلویی او-بوت شد و توانایی شلیک را از آن گرفت. دستگاه بی‌سیم و عمق‌سنج او-بوت از کار افتاد و از محل پیش‌ران آب به داخل بدنه آن رخنه کرد. او-۳۷۴ مجبور بود پیش از آن که آب به باتری‌های آن برسد و موجب انتشار گاز کشنده کلرین داخل آن شود به سطح آب برود. در این حال از بخت خوش او-۳۷۴، ناوشکن بریتانیایی تصمیم گرفت حمله را متوقف کند و کاروان را به جای امن برساند. او-بوت شبانگاه پس از رفع خطر به سطح آب آمد. ارزیابی از آسیب‌های وارد آمده به اندازه‌ای بود که او-بوت دیگر نمی‌توانست به شکل مطمئنی دوباره به زیر آب برود. از این رو فون فیشل تصمیم گرفت روی سطح به مسینا برود.

## سرنوشت
او-۳۷۴ با موتور دیزل آسیب‌دیده در سطح تنها می‌توانست با سرعت ۱۰ تا ۱۱ گره حرکت می‌کرد. با نگرانی از حضور قدرتمند دشمن تا جای ممکن بدنه او-بوت زیر آب بود و تنها برجک دیده‌بانی بیرون مانده بود. پس از دو روز راهپیمایی وقتی او-۳۷۴ به نزدیکی تنگه مسینا رسید فون فیشل به خیال این که جای امنی رسیده است سپیده‌دم روز ۱۲ ژانویه سال ۱۹۴۲ با خالی کردن مخزن‌های شناوری بدنه او-بوت را به سطح آب آورد. در این حال اچ‌ام‌اس آنبیتن، زیردریایی بریتانیایی در حال گشت‌زنی در سواحل مسینا بود. حدود ساعت ۱۰:۱۵ صبح دیده‌بان آنبیتن با پریسکوپ خود او-۳۷۴ را مشاهده کرد. زیردیایی بریتانیایی ساعت ۱۰:۲۳ پس از هدف‌گیری دقیق از فاصله ۱٬۲۰۰ متری چهار اژدر در عمق کم به سمت او-۳۷۴ شلیک کرد. دو اژدر در شرق دوموس د ماریا به بدنه فشار او-بوت برخورد کرد. اصابت این اژدرها به قطر ۲۱ اینچ هر یک با ۳۶۵ کیلوگرم مواد منفجره موجب منهدم شدن او-۳۷۴ شد. مجموعاً ۴۲ تن از خدمه او-بوت جان خود را در این حادثه از دست دادند. تنها یک نفر، یعنی یوهانش پلوش، سرباز ۲۳ ساله آلمانی، جان به در برد.